# Socerb
Socerb este o localitate din comuna Koper, Slovenia, cu o populație de 19 locuitori.